# Liste des semi-autoroutes de Suisse

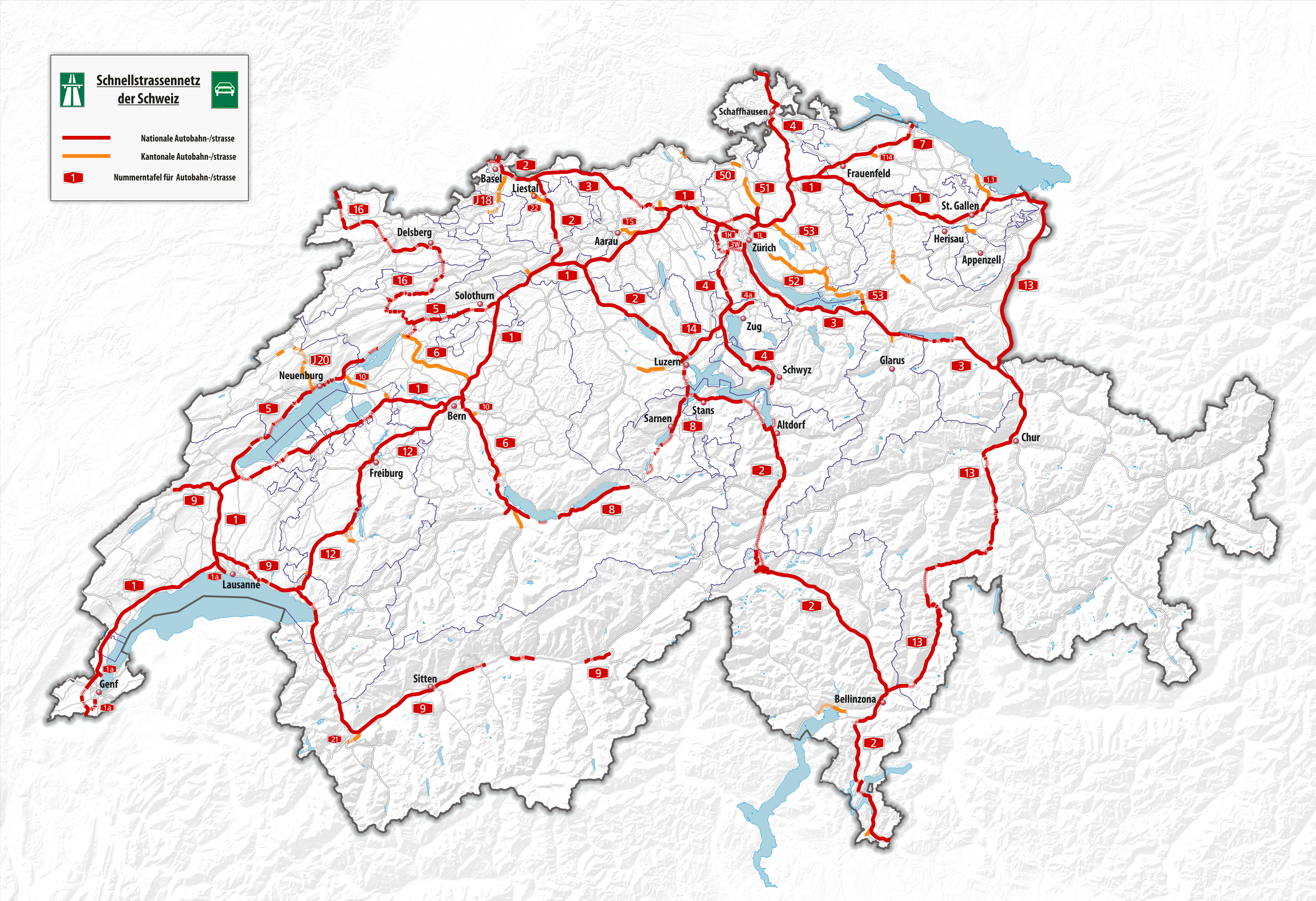
Le réseau des autoroutes et semi-autoroutes nationales (rouge) et cantonales (orange)

La liste des semi-autoroutes de Suisse répertorie toutes les semi-autoroutes (en allemand : Autostrasse ; en italien : semiautostrada) nationales et cantonales. Les semi-autoroutes du réseau des routes nationales sont généralement soumises à la vignette autoroutière, tandis que les semi-autoroutes cantonales en sont exemptées.

Signalisation 4.03 Semi-autoroute
Signalisation 4.04 Fin de la semi-autoroute

## Semi-autoroutes du réseau des routes nationales
| Dénomination | Dénomination                                                                                            | Trajet | Vitesse autorisée     | longueur | État    |
| Semi-autoroute | Embrachement                                                                                            | Trajet | Vitesse autorisée     | longueur | État    |
| --- | --- | --- | --------------------- | -------- | ------- |
| | N1_WET                                                                                                  | Autoroute Wettingen – 295 297 (entre Würenlos et Wettingen) |                       | 1 km     | terminé |
| | Autoroute Zürich Unterstrass – Milchbucktunnel — Zürich Letten                                          | 60 – 80 | 2 km                  | terminé  |         |
| | Autoroute ) – Rorschach 452 – Arbon Süd — Rinderweidtunnel — Arbon West 474 — (semi-autoroute BTS (de)) | 100 | 6 km                  | terminé  |         |
| | | Autoroute / Göschenen () – tunnel du Saint-Gothard – Airolo Autoroute )/ | 80                    | 17 km    | terminé |
| 2A | 561(Tremola vecchia) Motto Bartola – Airolo /                                                           | 40 – 100 | 5 km                  | terminé  |         |
| | | frontière D/CH (Bundesstraße 27) – Bargen – Schaffhausen-Schweizerbild — échangeur Mutzentäli / (début tronçon commun) / — Schaffhausen Nord / — Fäsenstaubtunnel — Schaffhausen-Süd / (fin tronçon cummun) – Cholfirsttunnel — Flurlingen – Benken — Trüllikon — Kleinandelfingen 352 – Adlikon — Henggart — échangeur Winterthur-Nord autoroutes /) | 80 – 100              | 31 km    | terminé |
| Autoroute / Brunnen-Nord / – Mositunnel — Brunnen-Süd / | 80 | 2 km | terminé               |          |         |
| / Flüelen – Flüelertunnel — Altdorf autoroute / | | 3 km | terminé               |          |         |
| | | Twann – Contournement de Ligerz par le tunnel de Ligerz – tronçon route 3ème classe — La Neuveville Est — La Neuveville Ouest – Le Landeron autoroute |                       | 9 km     | terminé |
| | N6_THGL                                                                                                 | Autoroute Thun Nord – (Glättimüli bei Steffisburg) | 40 – 100              | 1.9 km   | terminé |
| | | autoroute Spiez (Spitzwiler) – Faulensee (Krattiggraben) / | 80                    | 5 km     | terminé |
| / Leissigen-West — Contournement de Leissigen en tunnel — Leissigen-Ost / | 80 | 2 km | terminé               |          |         |
| / Därligen-West — Contournement de Därligen — Därligen-Ost / | 80 | 2 km | terminé               |          |         |
| Autoroute / Interlaken-Ost – Lütschinentunnel — Bönigen — Senggtunnel — Iseltwald — Chüebalmtunnel — Tunnel de Giessbach — Brienz — Unterbach /                                                                                    | 80 – 100                                                                                                | 23 km | terminé               |          |         |
| Voie d’accès à l’autoroute Interlaken-Ost – / | 80 – 100                                                                                                | 23 km | terminé               |          |         |
| Lungern — Contournement de Lungern en tunnel — Lungern-Nord | 80 | | terminé               |          |         |
| Giswil-Süd – Giswiler-tinnel — Giswil-Nord — Zollhaustunnel — Sachseln-Süd — Contournement de Sachseln en tunnel — Sarnen-Süd – Sarnen-Nord — Alpnach-Süd — Alpnach-Nord — Hergiswil — Loppertunnel — échangeur Looper Autoroute / | 80 – 100                                                                                                | 21 km | terminé               |          |         |
| | | 132/ Ballaigues (frontière CH/F) – Les Clées 132 — Orbe Autoroute / 130 133 |                       | 11 km    | terminé |
| 9s Route du Simplon | / Brig-Glis – Gstipftunnel – Brig-Zentrum — Ried-Brig /                                                 | 100 | 5 km                  | terminé  |         |
| | | Autoroute / Reichenau — Bonaduz — Plazzastunnel – Isla-Bella-Tunnel — Rothenbrunnen – Thusis-Nord — Thusis-Süd 417 – Crapteigtunnel — Rongellertunnel — Viamala — Viamalatunnel — Bargiastunnel — Vegerhaustunnel – Zillis — Andeer — Bärenburgtunnel — — Rofla — Roflatunnel — Traversatunnel — Sufers — Splügen — Medels — Nufenen — Cassanawaldtunnel — Hinterrhein – Jonction Col du San Bernardino /558 — Tunnel du San Bernardino — San Bernardino /558 – Galleria Gei — tunnels Cozz — Pian San Giacomo /558 — Mesocco-Nord /558 — Galleria Cresta — Galleria Benabbia — Galleria Gorda — Mesocco-Süd – Soazza autoroute / | généralement 80 – 100 | 79 km    | terminé |
| Autoroute / Roveredo – Contournement de Roveredo par le tunnel de San Fedele – Autoroute / | 80 | 3 km | terminé               |          |         |
| | | Autoroute / Bure – Tunnel de Bure – Autoroute / |                       | 4 km     | terminé |
| Autoroute / Courgenay – Tunnel du Mont Terri — St-Ursanne 249 — Tunnel du Mont Russelin – Glovelier Autoroute / 249 | | 9 km | terminé               |          |         |
| Autoroute / Delémont-Est — Tunnel de Choindez – Choindez — Tunnel de la Roche St-Jean — Tunnel du Raimeux — Moutier-Nord Autoroute /                                                                                               | | 9.2 km | terminé               |          |         |
| Autoroute / Moutier-Sud / — Tunnel du Graitery – Court / — Tunnel de Court – Autoroute / | | 4.8 km | terminé               |          |         |
| Autoroute / – Galerie de Malleray – Tunnel de Loveresse — Loveresse / — Tunnel sous le Mont — Tavannes Autoroute / et voie d'accès à l'autoroute                                                                                   | | 6 km | terminé               |          |         |
| Voie d'accès à l'autoroute / (contournement de Tavannes): 248 – Tunnel de la Rochette — / — Tavannes Autoroute / et voie d'accès à l'autoroute                                                                                     | | 1.5 km | terminé               |          |         |
| | | Autoroute Gossau Ost – Herisau – Waldstatt |                       |          | projeté |
| BTS (de) | | Autoroute cantonale T14 Eschikofen – Weinfelden – Amriswil – Arbon semi-autoroute | 80 – 100              | 32.4 km  | projeté |

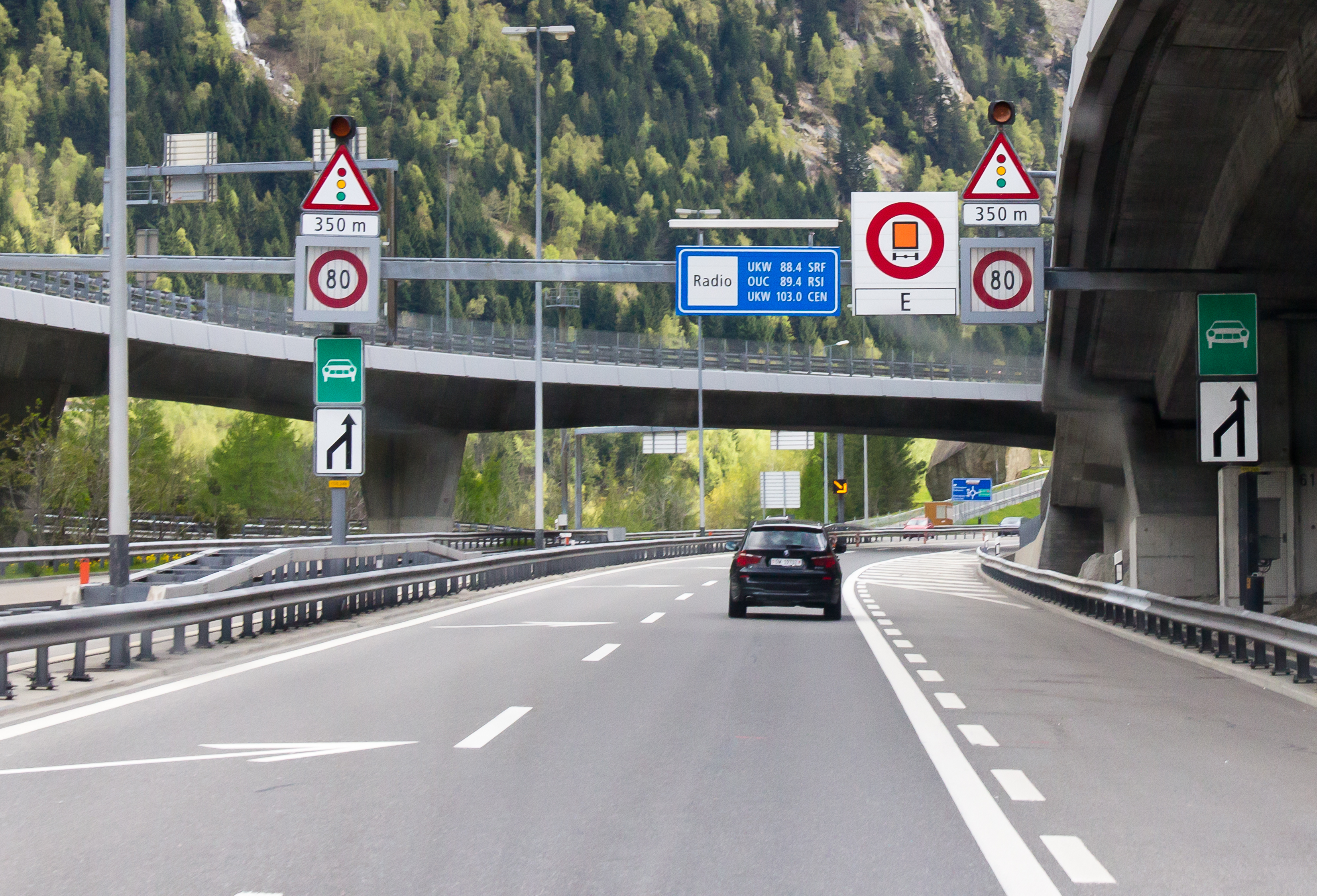
L'autoroute A2 devenant une semi-autoroute à l'approche du portail nord du tunnel du Saint-Gothard à Göschenen.
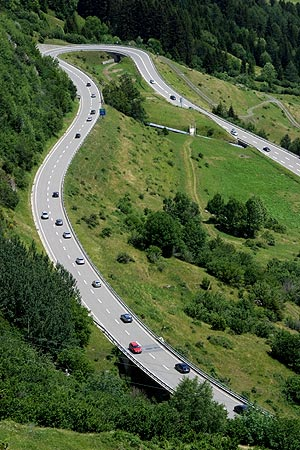
La semi-autoroute de l'A2 de la route du col du Saint-Gothard entre Airolo et Motto Barola.
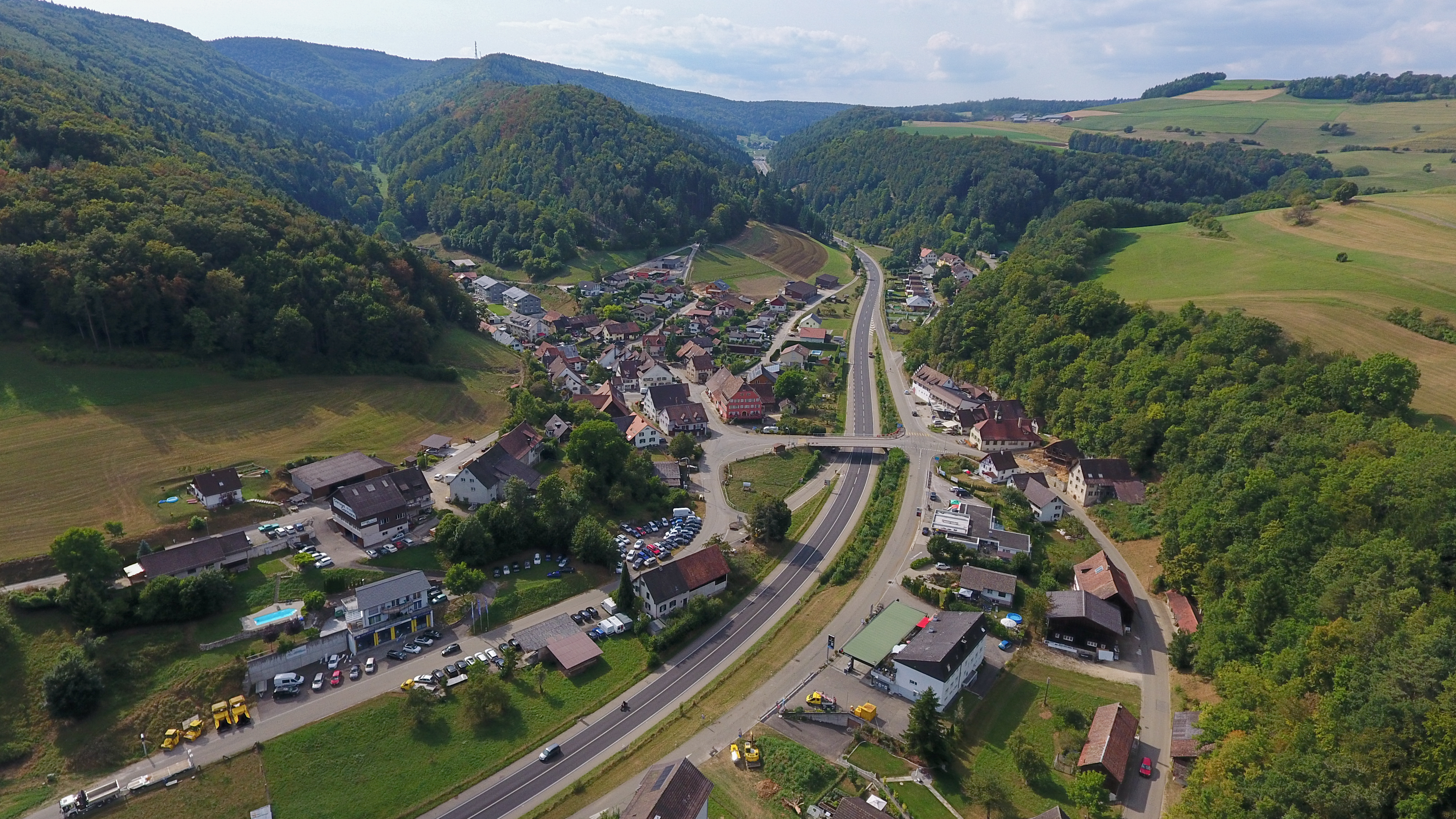
La semi-autoroute A4 à Bargen (SH) dans l'Hoftaal.
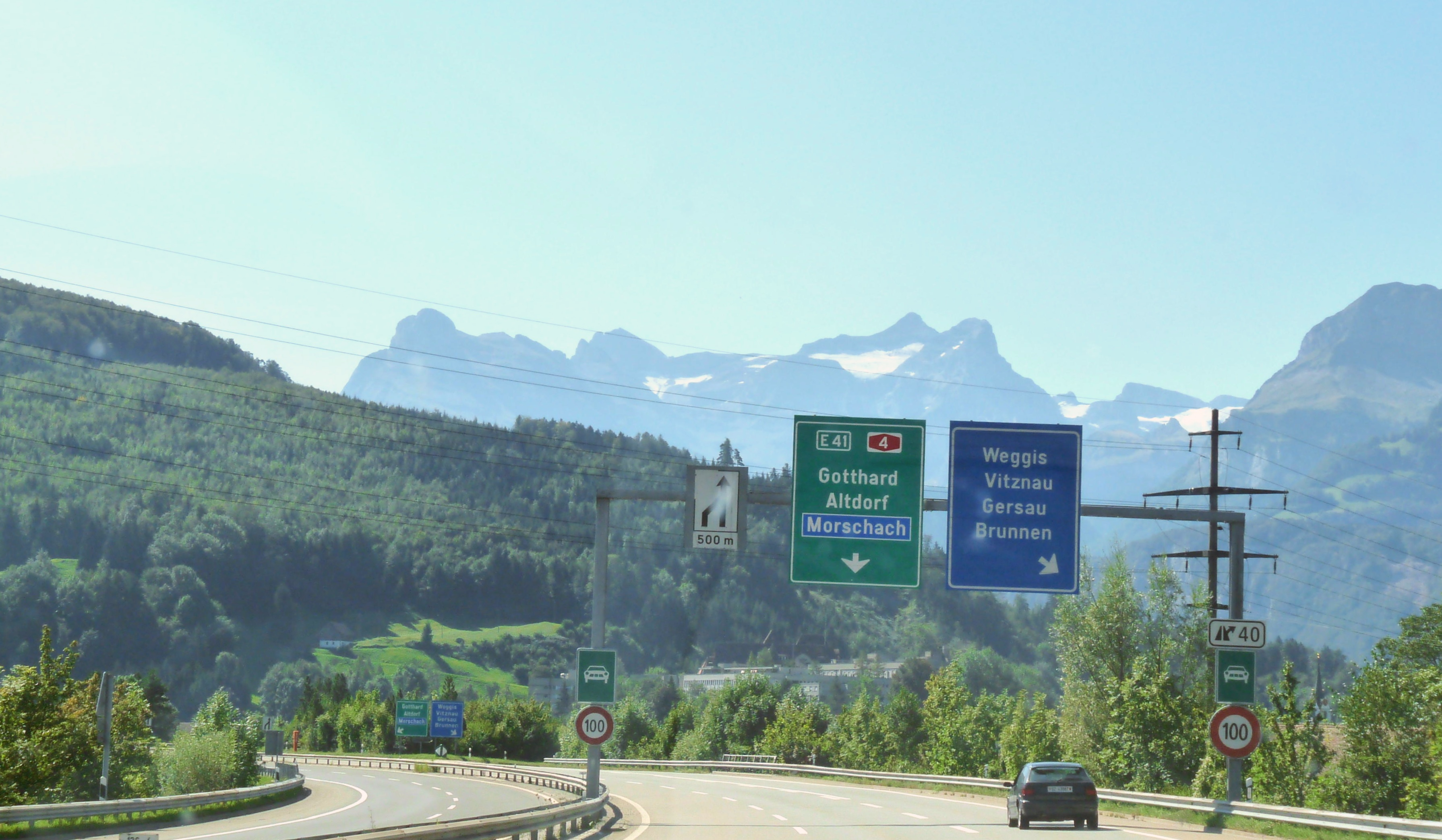
L'autoroute A4 devenant une semi-autoroute à la jonction Brunnen-Nord.
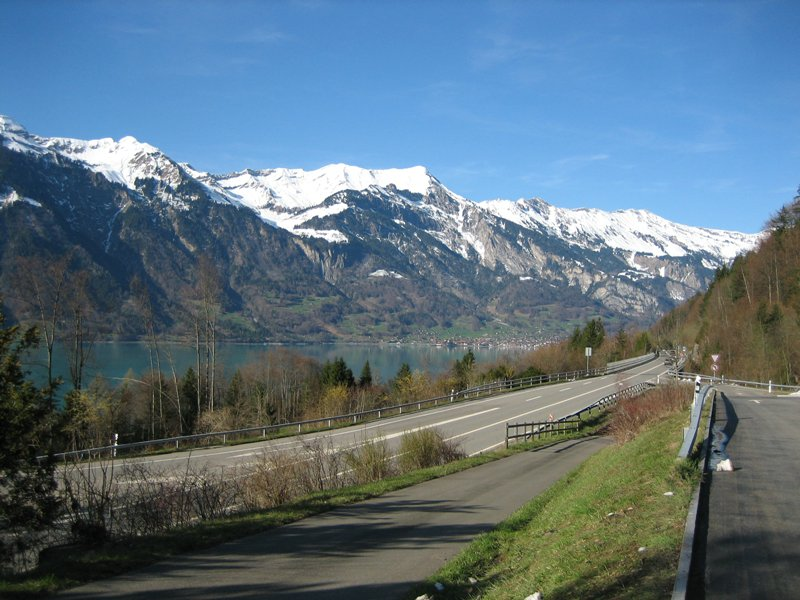
Entrée sur la semi-autoroute A8 à Iseltwald au bord du lac de Brienz.

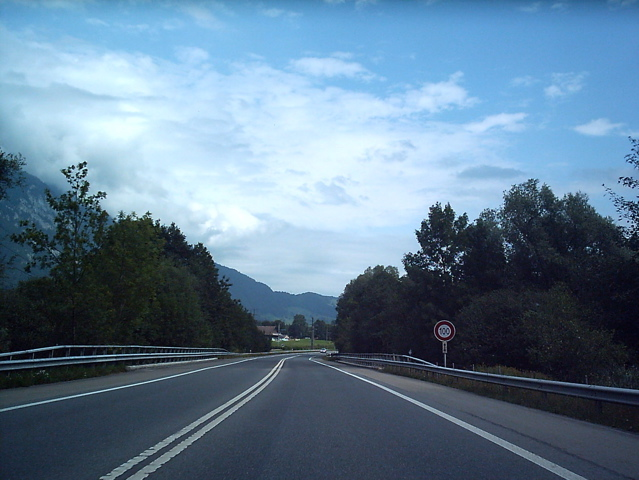
La semi-autoroute A8 avant le pont sur la Sarner Aa entre Sarnen-Nord et Alpnach-Süd.
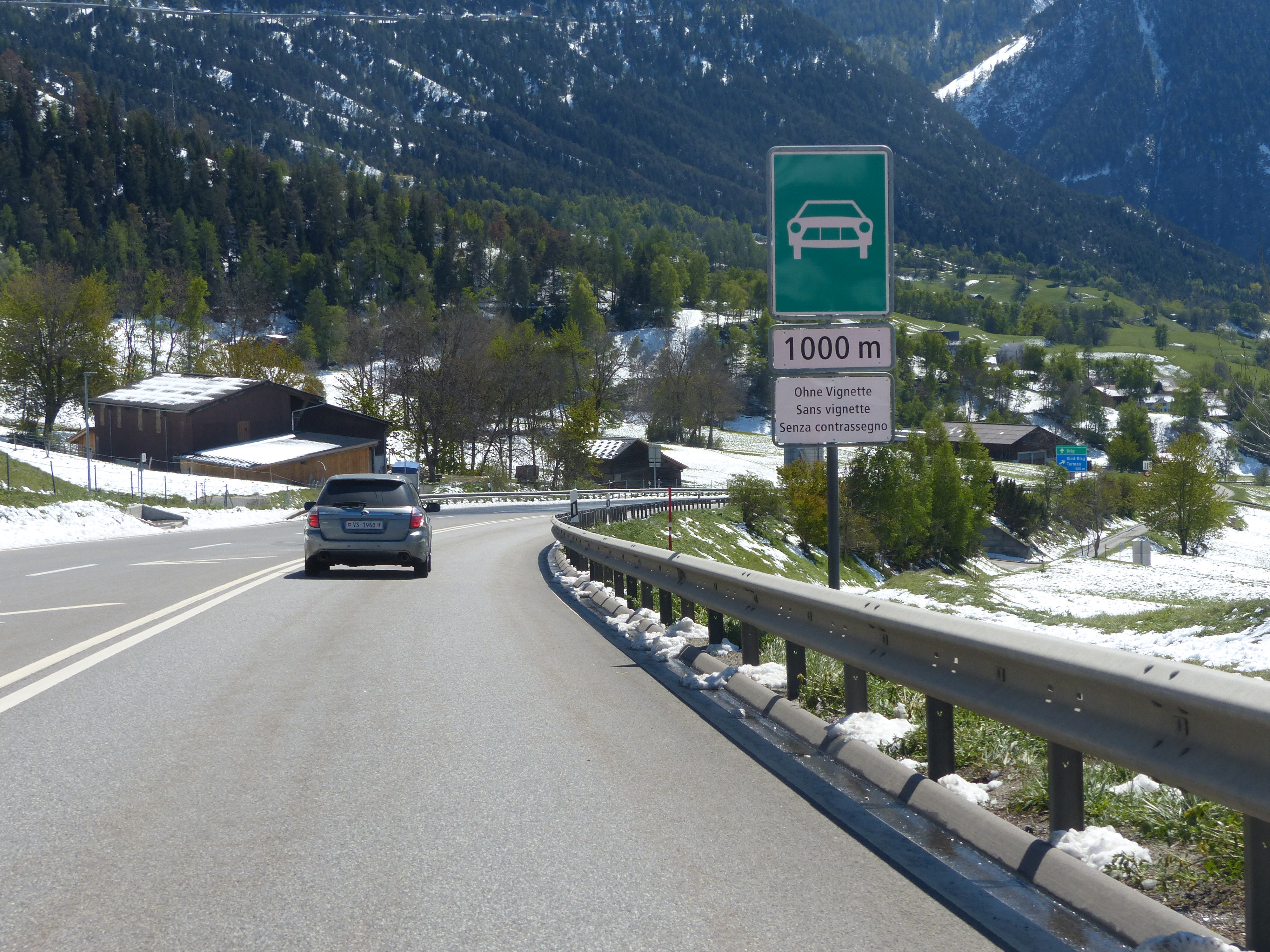
Sur la semi-autoroute H9 de la route du Simplon (A9s) la vignette autotoutière n'est pas nécessaire.
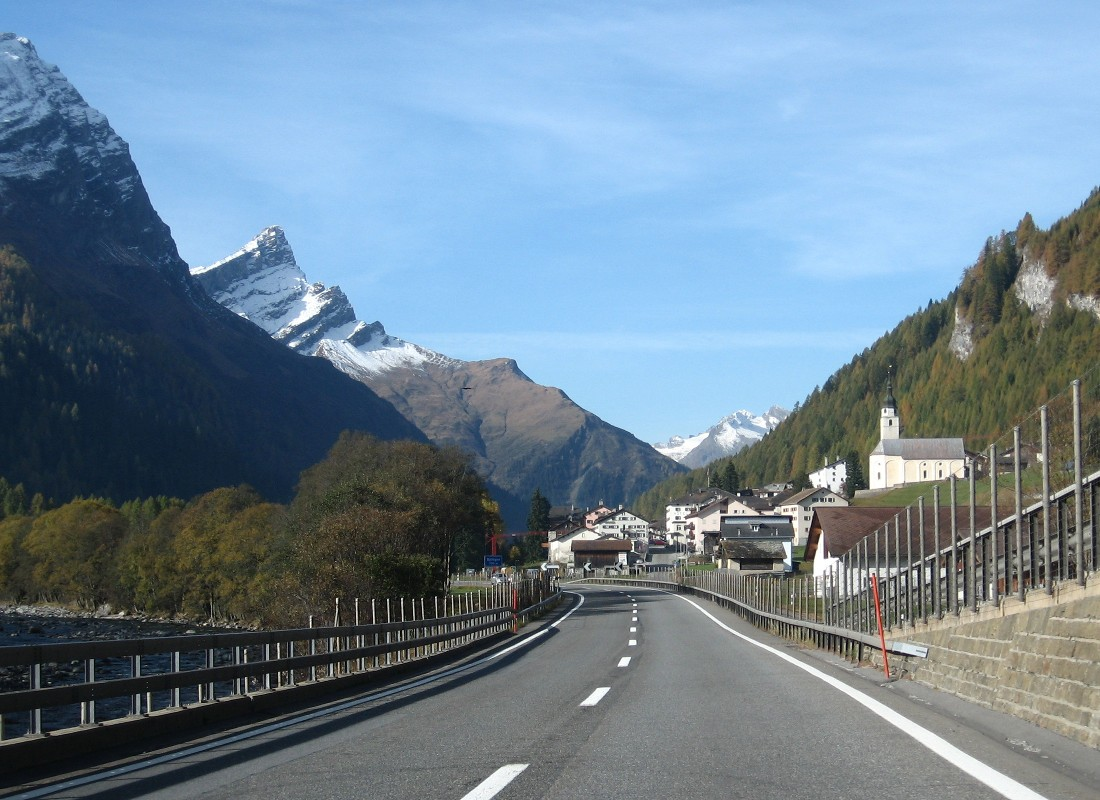
La semi-autoroute A13 peu avant Splügen dans le Rheinwald.
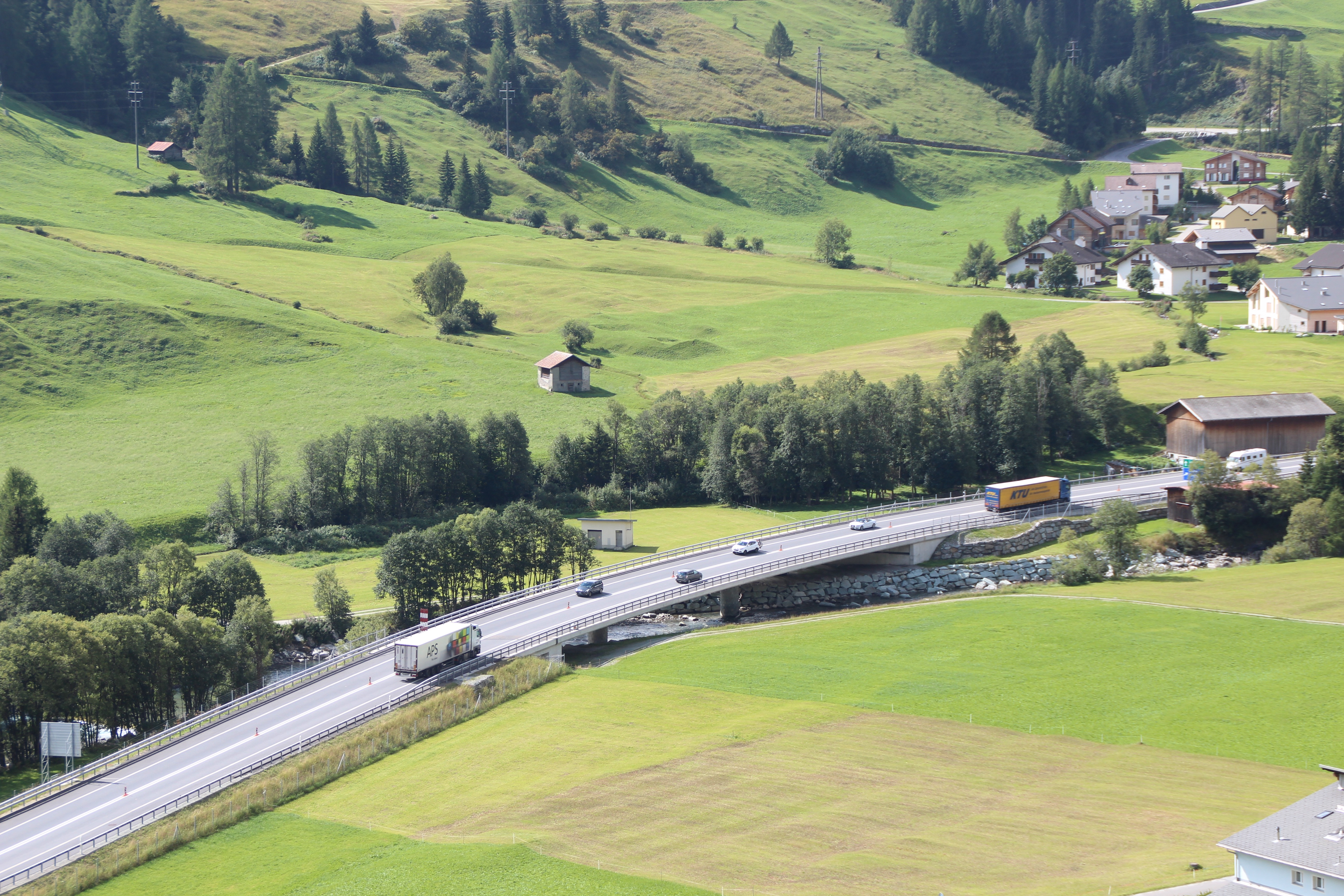
La semi-autoroute A13 à Splügen dans le Rheinwald.
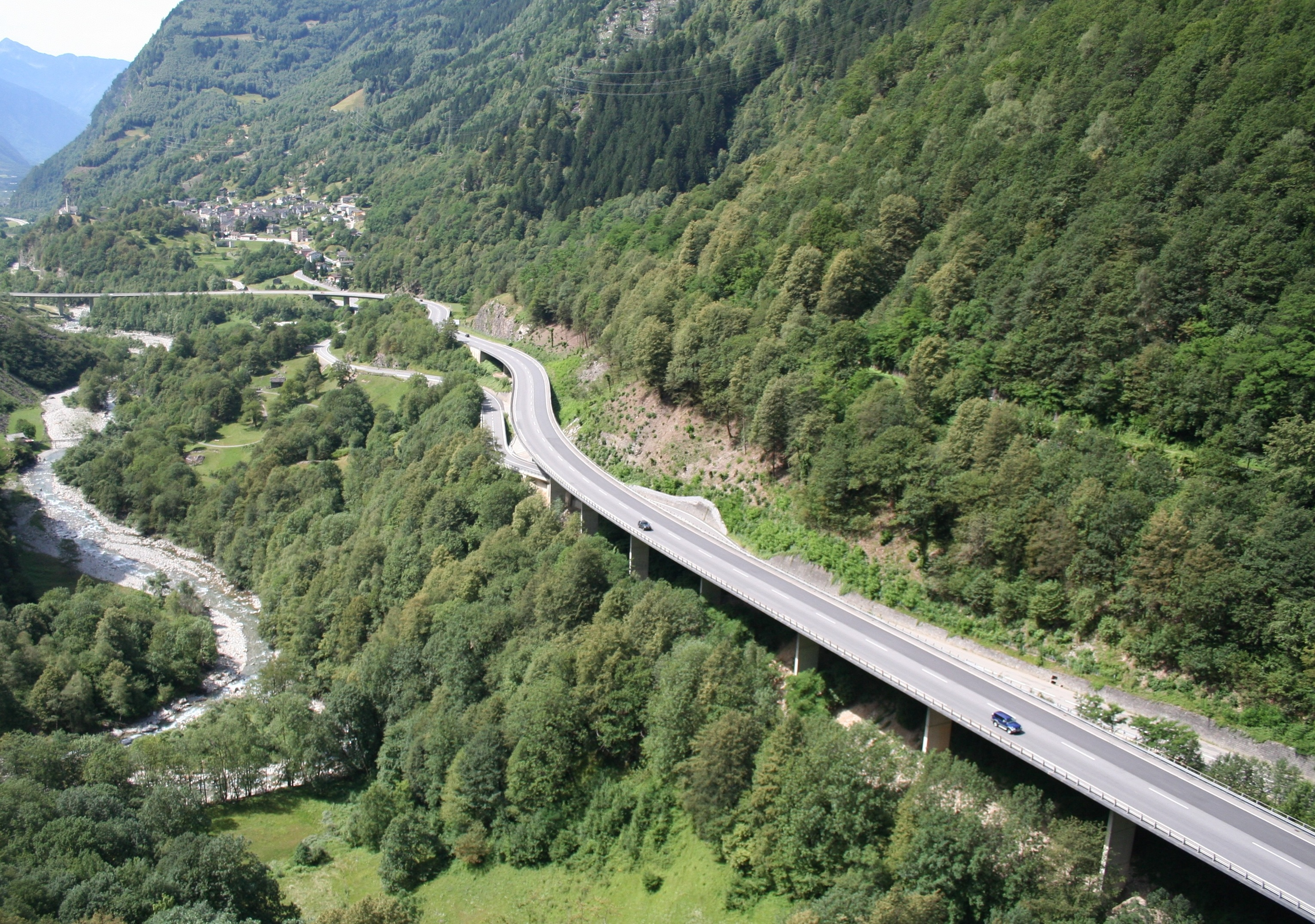
La semi-autoroute A13 en vue de Soazza dans le val Mesolcina.

## Semi-autoroutes cantonales

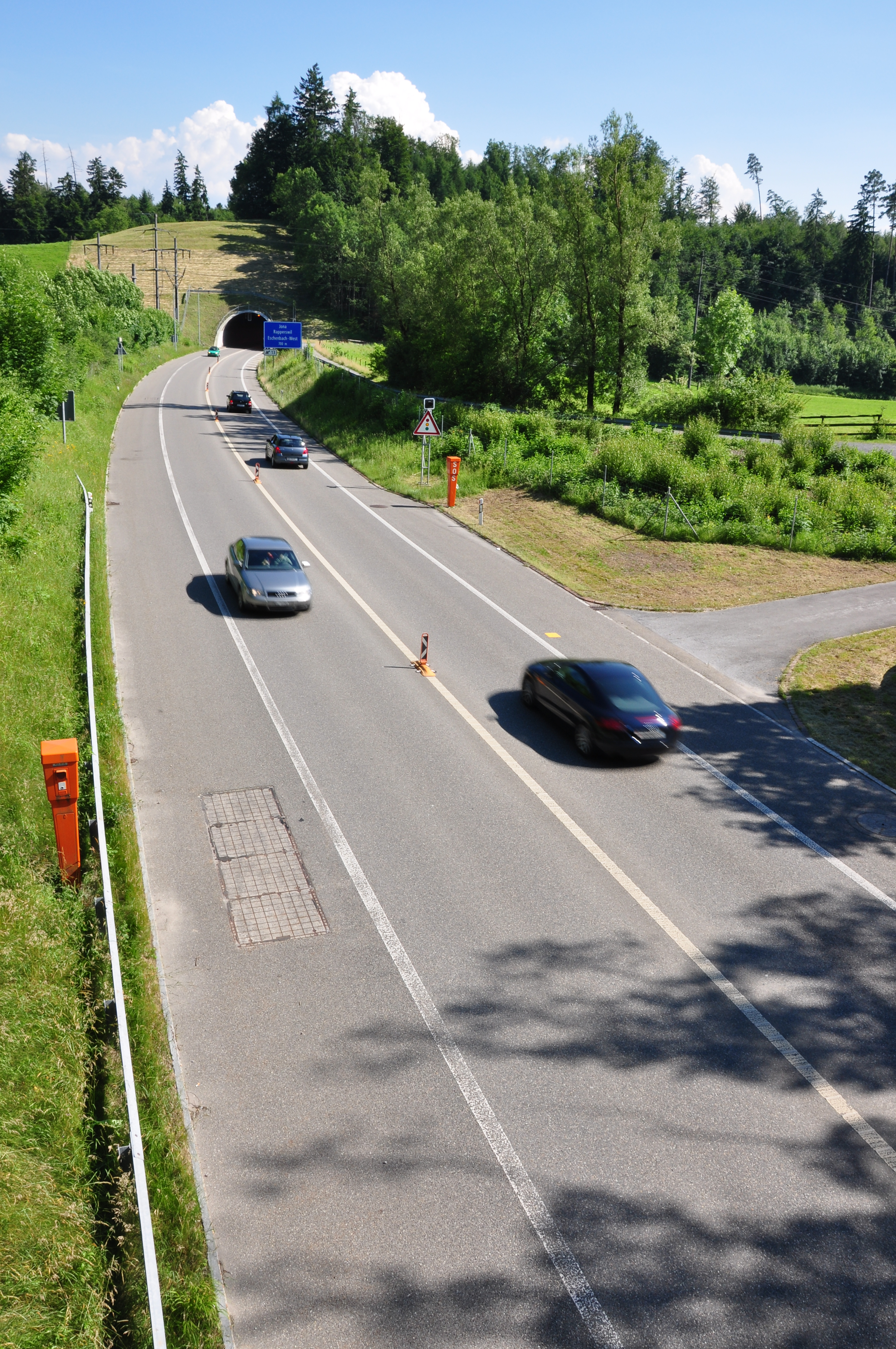
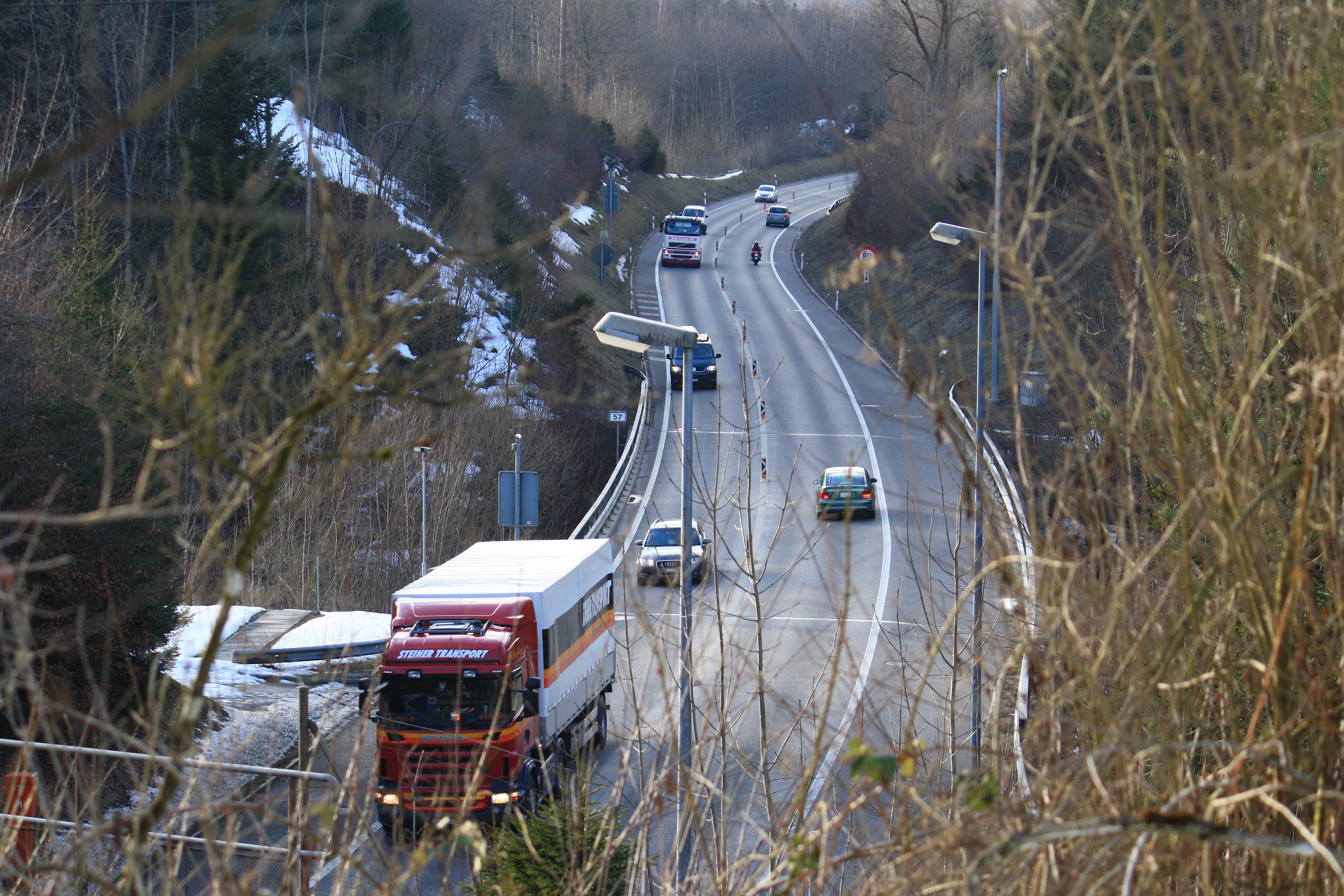
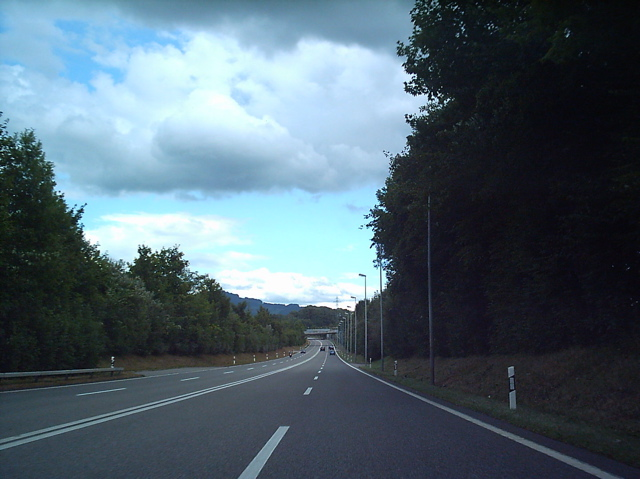
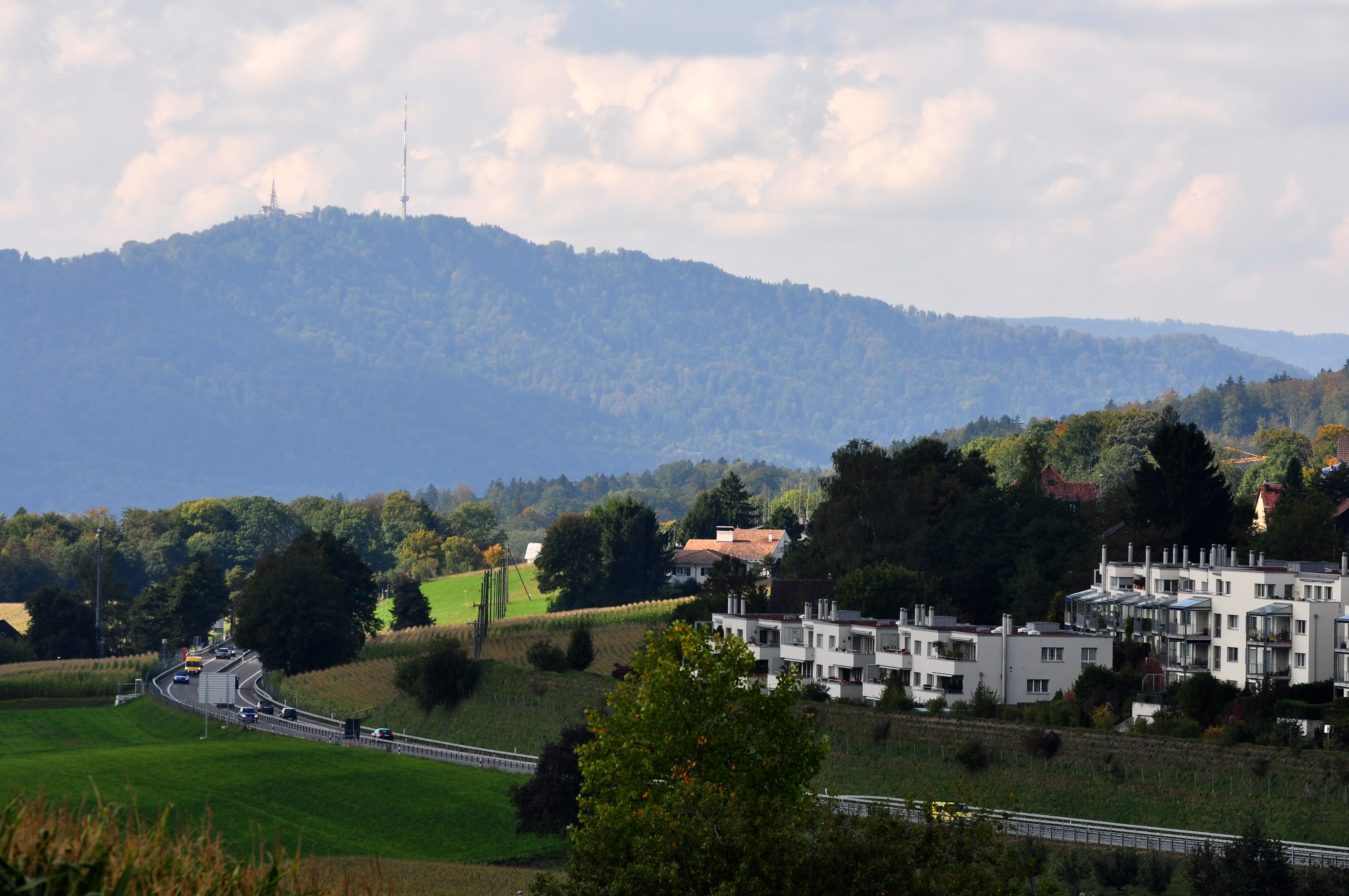

| Dénomination                 | Dénomination                           | Nom                                                                      | Trajet | Vitesse autorisée | longueur | État            |
| Canton                       | Numéro                                 | Nom                                                                      | Trajet | Vitesse autorisée | longueur | État            |
| ---------------------------- | -------------------------------------- | ------------------------------------------------------------------------ | --- | ----------------- | -------- | --------------- |
| Argovie                      | / 131                                  | -                                                                        | Contournement de Bad Zurzach | 80                | 2.1 km   | terminé         |
| Argovie                      | 296 / 118                              | -                                                                        | Lupfig – Contournement d'Hausen – Windisch                                                                                        | 80                | 2.4 km   | terminé         |
| Appenzell Rhodes-Extérieures | 90                                     | Contournement de Teufen Umfahrung Teufen                                 | Lustmühle – Teufen | 80                | 4.1 km   | terminé         |
| Bâle-Campagne                |                                        | Autostrasse J18                                                          | Reinach – Aesch – Angenstein | 80 – 100          | 2.8 km   | terminé         |
| Bâle-Campagne                | Duggingen – Eggfluetunnel – Nenzlingen | Autostrasse J18                                                          | 80 | 3.2 km            | terminé  |                 |
| Bâle-Campagne                |                                        | Contournement de Liestal                                                 | (/) Liestal Nord – Liestal Süd (/)                                                                                                | 80                | 1.3 km   | terminé         |
| Bâle-Campagne                | Contournement de Sissach               | (/) Sissach – Chienbergtunnel – (/309) Thürnen                           | 80 | 2.5 km            | terminé  |                 |
| Berne                        | /                                      | -                                                                        | Bienne — Brüggmoos/Biel Süd – Brügg — Studen/Worben () – Lyss Nord ()                                                             | 80 – 100          | 6.9 km   | terminé         |
| Berne                        | (T10)                                  | -                                                                        | Thielle – 237.3 Gals – 153 Gampelen – 182 Ins                                                                                     | 80                | 7.2 km   | terminé         |
| Berne                        | 223                                    | Frutigerstrasse                                                          | Spiez — Spitzwilertunnel — Mülenen                                                                                                | 60 – 80           | 5.7 km   | terminé         |
| Fribourg                     | / 189                                  | Contournement de Bulle                                                   | 189 190 Pré-du-Chêne – Le Pâquier – Tunnel sous la Trême – La Pâla – Tunnel de Planchy – Planchy – La Sionge (Bulle) – Riaz       | 80                | 6.1 km   | terminé         |
| Fribourg                     |                                        | Contournement de Kerzers Umfahrung Kerzerz                               | Sortie Kerzers / — – Kerzers | 60 – 100          | 2.2 km   | terminé         |
| Fribourg                     | 151                                    | Voie d’accès à l’autoroute                                               | Châtel-Saint-Denis – Autoroute – Fruence                                                                                          | 60 – 80           | 1.7 km   | terminé         |
| Glaris                       | -                                      | Voie d’accès à l’autoroute                                               | Näfels – Niederurnen | 50 – 80           | 2.6 km   | terminé         |
| Lucerne                      | / K 10                                 | Autostrasse K10                                                          | Schachen – Malters – Blatten | 100               | 8.0 km   | terminé         |
| Neuchâtel                    |                                        | Autoroute J20                                                            | La Chaux-de-Fonds – Tunnel du Mont Sagne – Les Convers – Tunnel de la Vue-des-Alpes – Les Hauts-Geneveys                          | 80                | 7.3 km   | terminé         |
| Schaffhouse                  | /                                      | Route principale 15                                                      | Jonction Mutzentäli – Herblingen – Moos – Kesslerloch – Thayngen                                                                  | 80                | 6.4 km   | terminé         |
| Soleure                      | -                                      | Voie d’accès à l’autoroute                                               | Jonction Oensingen – Kestenholz – Oensingen Nord – Klus                                                                           | 50 – 80           | 2.2 km   | terminé         |
| Saint-Gall                   |                                        | Oberlandautobahn                                                         | Eschenbach – Balmenraintunnel – Jona – Jonerwaldtunnel – Aspwaldtunnel – Rapperswil                                               | 80                | 10.0 km  | terminé         |
| Saint-Gall                   | / 13                                   | Contournement de Bazenheid Umfahrung Bazenheid                           | Cholberg – Bazenheid – Wihaldentunnel — Rotwaldtunnel — Bazenheid Süd                                                             | 60 – 80           | 3.4 km   | terminé         |
| Saint-Gall                   | 13                                     | Contournement de Bütschwil Umfahrung Bütschwil                           | Bütschwil Nord – Tunnels — Dietfurt                                                                                               | -                 | 3.2 km   | En construction |
| Saint-Gall                   | 13                                     | Contournement de Lichtensteig Umfahrung Lichtensteig                     | Dietfurt – Äulitunnel – Flooztunnel – Lichtensteig-Wattwil / – Wattwiltunnel – Wattwil Süd                                        | 80                | 5.7 km   | terminé         |
| Saint-Gall                   | 13                                     | Contournement de Wattwil Umfahrung Wattwil                               | - | -                 | -        | planifié        |
| Saint-Gall                   | / 13                                   | Contournement d'Ebnat-Kappel Umfahrung Ebnat-Kappel                      | Ebnat-Kappel Nord – Ebnat-Kappel Süd                                                                                              | 80 – 100          | 3.5 km   | terminé         |
| Saint-Gall                   | 443 / 32                               | Contournement Est de Wil Ostumfahrung Wil                                | Wil – Autoroute / — | 60 – 80           | 0.9 km   | terminé         |
| Saint-Gall                   | 470                                    | Contournement Ouest de Gossau Westumfahrung Gossau                       | Albertschwil – Autoroute / – Gossau                                                                                               | 80                | 1.6 km   | terminé         |
| Saint-Gall                   | 44                                     | Voie d’accès à l’autoroute                                               | Abtwil – Autoroute – Winkeln | 60                | 0.6 km   | terminé         |
| Schwytz                      |                                        | Voie d’accès à l’autoroute                                               | Reichenburg – Jonction Reichenburg /                                                                                              | 60                | 0.3 km   | terminé         |
| Tessin                       | /Autoroute cantonale A13               | Contournement de Locarno Circonvallazione di Locarno - Muralto - Minusio | 406 Aeroporto Locarno – Tenero – Orselina – Tunnel Mappo-Morettina — Locarno – 407 Ascona                                         | 80 – 100          | 9.5 km   | terminé         |
| Tessin                       |                                        | Voie d’accès à l’autoroute                                               | Mendrisio Autoroute / – Genestrerio 393 – Stabio                                                                                  | 40 – 100          | 3.5 km   | terminé         |
| Tessin                       | -                                      | Voie d’accès à l’autoroute                                               | 398 — / Lugano-Nord – tunnel Vedeggio-Cassarate – Canobbio / Pregassona 402                                                       | 50 – 80           | 4.0 km   | terminé         |
| Thurgovie                    | -                                      | Voie d’accès à l’autoroute                                               | Kreuzlingen – Autoroute | 60 – 80           | 0.6 km   | terminé         |
| Valais                       | /                                      | Contournement de Martigny                                                | 203 Martigny-Expo – Tunnel du Mont-Chemin – Martigny-Croix 203                                                                    | 80                | 2,6 km   | terminé         |
| Zurich                       |                                        | Forchautobahn                                                            | Zumikon 347 – Forch 347 – Hinteregg 347 — Egg 347 – Esslingen 339 – Oetwil 347.1 – Ottikon – Rond-point semi-autoroutier Hinwiler | 60 – 100          | 17.3 km  | terminé         |
| Zurich                       |                                        | -                                                                        | 340 345 Hinwil – Rond-point semi-autoroutier Hinwiler                                                                             | 60 – 80           | 1.5 km   | terminé         |

### Anciennes semi-autoroutes cantonales
| Dénomination | Dénomination | Nom                        | Trajet                                     | Vitesse autorisée | longueur | État        |
| Canton       | Numéro       | Nom                        | Trajet                                     | Vitesse autorisée | longueur | État        |
| ------------ | ------------ | -------------------------- | ------------------------------------------ | ----------------- | -------- | ----------- |
| Argovie      |              |                            | Aarau / – Rohr (AG) autoroute cantonale T5 | 80                |          | Déclassée / |
| Fribourg     |              | Voie d’accès à l’autoroute | Givisiez – / Villars-sur-Glâne             | 80                | 1.7 km   | Déclassée   |